# Tương Dương (thành cổ)
Tương Dương (chữ Hán: 襄陽, bính âm: Xiāngyáng) là một toà thành cổ của Trung Quốc, có vị trí hết sức quan trọng trong lịch sử cát cứ phân tranh của nước này.
Thành Tương Dương cổ đại nằm trên bờ sông Tương Giang, là nơi hợp lưu của nhiều con sông lớn Hán Thủy, Dụ Thủy, Đan Giang và Tích Thủy. Sông Tương Giang tiếp tục chảy về nam hoà nhập với Trường Giang rồi chảy ra biển lớn. Vì vậy đây được coi là ranh giới chia hai miền nam bắc Trung Quốc. Đối với những lần cát cứ phân tranh trong lịch sử Trung Quốc, nước nào chiếm được Tương Dương coi như có lợi thế rất lớn về mặt quân sự. Do đó những cuộc chiến lớn thường xảy ra xung quanh toà thành cổ này.
Thời Tam Quốc, chính quyền Tào Ngụy đã chiếm được nơi này, lấy đó làm lợi thế rất lớn cho chiến dịch thống nhất đất nước về sau.
Thời Nam Tống, đây là nơi diễn ra "Đại chiến thành Tương Dương" (1267-1273) nổi tiếng trong lịch sử giữa quân Mông Cổ và Nam Tống. Quân Mông Cổ đã tấn công toà thành này trong suốt sáu năm trời mới thành công.
Ngày nay thành Tương Dương hợp với một thành cổ khác gần đó là Phàn Thành (nằm đối diện kia bờ Tương Giang) tạo thành thành phố Tương Phàn trực thuộc tỉnh Hồ Bắc.

## Tiểu thuyết hoá
Thành Tương Dương đã nhiều lần đưa vào tiểu thuyết.
Trong tác phẩm Tam Quốc Diễn Nghĩa của La Quán Trung, đây là nơi diễn ra sự kiện Lưu Bị ba lần cầu Khổng Minh.
Trong Xạ Điêu Tam Bộ Khúc của Kim Dung, đây là nơi Quách Tĩnh phòng thủ chống quân Mông Cổ trong nhiều năm. Đại hãn Mông Ca bị Dương Quá ném đá chết cũng tại thành này (thực tế Mông Ca chết tại thành Điếu Ngư).